# Persone di nome Kathryn
| Questa pagina contiene informazioni ricavate automaticamente dalle voci biografiche con l'ausilio del template Bio e di un bot. L'aggiornamento è periodico e automatico e ricostruisce completamente la pagina. Se manca una persona in questa lista, sei pregato di non aggiungerla, ma accertati piuttosto che la sua voce biografica contenga il template Bio e che i dati anagrafici siano correttamente compilati. Se il template Bio manca, inseriscilo tu stesso o, in alternativa, metti l'avviso {{tmp\|Bio}} che ne segnala la mancanza. Se i dati riportati sono sbagliati, correggi direttamente la voce biografica; le modifiche saranno visibili in questa lista entro pochi giorni. Per chiarimenti vedi il progetto antroponimi. La lista contiene solo le 65 persone che sono citate nell'enciclopedia e per le quali è stato implementato correttamente il template Bio. Pagina aggiornata al 7 mar 2025. |

Questa è una lista di persone presenti nell'enciclopedia che hanno il nome Kathryn, suddivise per attività principale.

## Allenatrici di calcio(1)
- Kate Markgraf, allenatrice di calcio e ex calciatrice statunitense (Bloomfield Hills, n. 1976)

## Astiste(1)
- Katie Moon, astista statunitense (Lakewood, n. 1991)

## Astronaute(3)
- Kathryn Hire, ex astronauta statunitense (Mobile, n. 1959)
- Kathryn Sullivan, ex astronauta statunitense (Paterson, n. 1951)
- Kathryn Thornton, ex astronauta e fisico statunitense (Montgomery, n. 1952)

## Attrici(25)
- Kathryn Adams, attrice statunitense (St. Louis, n. 1893 - Hollywood, † 1959)
- Katie Aselton, attrice, regista e sceneggiatrice statunitense (Milbridge, n. 1978)
- Kathryn Beaumont, attrice e doppiatrice britannica (Londra, n. 1938)
- Kathryn Bernardo, attrice e modella filippina (Cabanatuan, n. 1996)
- Kathryn Card, attrice statunitense (Butte, n. 1892 - Costa Mesa, † 1964)
- Kathryn Carver, attrice statunitense (New York, n. 1899 - New York, † 1947)
- Felicia Day, attrice statunitense (Huntsville, n. 1979)
- Kathryn Erbe, attrice statunitense (Newton, n. 1965)
- Kat Foster, attrice statunitense (Oakland, n. 1978)
- Kathryn Gallagher, attrice e cantante statunitense (New York, n. 1993)
- Kathryn Grant, attrice statunitense (West Columbia, n. 1933 - Hillsborough, † 2024)
- Kathryn Hahn, attrice statunitense (Westchester, n. 1973)
- Kathryn Harrold, attrice statunitense (Tazewell, n. 1950)
- Kathryn Hays, attrice statunitense (Princeton, n. 1933 - Fairfield, † 2022)
- Kathryn Hunter, attrice statunitense (New York, n. 1957)
- Kathryn Joosten, attrice statunitense (Chicago, n. 1939 - Westlake Village, † 2012)
- Kathryn McCormick, attrice, ballerina e modella statunitense (Augusta, n. 1990)
- Kate McKinnon, attrice, comica e imitatrice statunitense (Sea Cliff, n. 1984)
- Kathryn Morris, attrice statunitense (Cincinnati, n. 1969)
- Bridget Moynahan, attrice e modella statunitense (Binghamton, n. 1971)
- Kathryn Newton, attrice statunitense (Orlando, n. 1997)
- Kathryn Prescott, attrice e regista britannica (Londra, n. 1991)
- Katee Sackhoff, attrice e doppiatrice statunitense (Portland, n. 1980)
- Kathryn Walker, attrice statunitense (Filadelfia, n. 1943)
- Kathryn Witt, attrice e produttrice cinematografica statunitense (Miami, n. 1950)

## Attrici teatrali(1)
- Kathryn Evans, attrice teatrale, cantante e ballerina britannica (Londra, n. 1952)

## Calciatrici(1)
- Katie Rood, calciatrice neozelandese (Middlesbrough, n. 1992)

## Cantanti(1)
- Kate Smith, cantante e contralto statunitense (Greenville, n. 1907 - Raleigh, † 1986)

## Cantautrici(2)
- K.d. lang, cantautrice canadese (Edmonton, n. 1961)
- Kathryn Williams, cantautrice britannica (Liverpool, n. 1974)

## Cestiste(4)
- Katie Douglas, ex cestista statunitense (Indianapolis, n. 1979)
- Kathy Foster, ex cestista australiana (Launceston, n. 1960)
- Katie Gearlds, ex cestista e allenatrice di pallacanestro statunitense (Beech Grove, n. 1984)
- Katy Steding, ex cestista e allenatrice di pallacanestro statunitense (Tualatin, n. 1967)

## Cicliste su strada(1)
- Kathryn Watt, ex ciclista su strada e pistard australiana (Warragul, n. 1964)

## Danzatrici(1)
- Kathryn McGuire, ballerina e attrice statunitense (Peoria, n. 1903 - Los Angeles, † 1978)

## Fumettiste(2)
- Kate Beaton, fumettista canadese (Municipalità Regionale di Cape Breton, n. 1983)
- Kathryn Immonen, fumettista canadese (n. 1971)

## Giavellottiste(2)
- Kathryn Mitchell, giavellottista australiana (Hamilton, n. 1982)
- Kate Schmidt, ex giavellottista statunitense (Long Beach, n. 1953)

## Investigatrici(1)
- Kathryn Bolkovac, investigatrice statunitense (Ohio, n. 1961)

## Musiciste(1)
- Kathryn Tickell, musicista britannica (n. 1967)

## Nuotatrici(4)
- Kathryn Greenslade, nuotatrice britannica (n. 1998)
- Kathy Heddy, ex nuotatrice statunitense (Syracuse, n. 1958)
- Katie Hoff, ex nuotatrice statunitense (Palo Alto, n. 1989)
- Kay Knapp, ex nuotatrice statunitense (Washington, n. 1938)

## Pallavoliste(2)
- Kathryn Plummer, pallavolista e giocatrice di beach volley statunitense (Long Beach, n. 1998)
- Kathryn Sullivan, pallavolista statunitense (Walnut Creek, n. 1994)

## Politiche(3)
- Kay Bailey Hutchison, politica statunitense (Galveston, n. 1943)
- Kat Cammack, politica statunitense (Denver, n. 1988)
- Kathryn O'Loughlin McCarthy, politica statunitense (Hays, n. 1894 - Hays, † 1952)

## Registe(1)
- Kathryn Bigelow, regista, sceneggiatrice e produttrice cinematografica statunitense (San Carlos, n. 1951)

## Sceneggiatrici(1)
- Kay Cannon, sceneggiatrice e regista statunitense (Chicago, n. 1974)

## Scrittrici(4)
- Kathryn Erskine, scrittrice olandese (Paesi Bassi)
- Kathryn Forbes, scrittrice statunitense (San Francisco, n. 1908 - San Francisco, † 1966)
- Kathryn Lasky, scrittrice statunitense (Indianapolis, n. 1944)
- Kathryn Stockett, scrittrice statunitense (Jackson, n. 1969)

## Soprani(1)
- Kathryn Grayson, soprano e attrice statunitense (Winston-Salem, n. 1922 - Los Angeles, † 2010)

## Tenniste(1)
- Kathy Jordan, tennista statunitense (Bryn Mawr, n. 1959)

## Senza attività specificata(1)
- Kathy Fiscus, statunitense (n. 1945 - San Marino, † 1949)